# Poštovní adresa

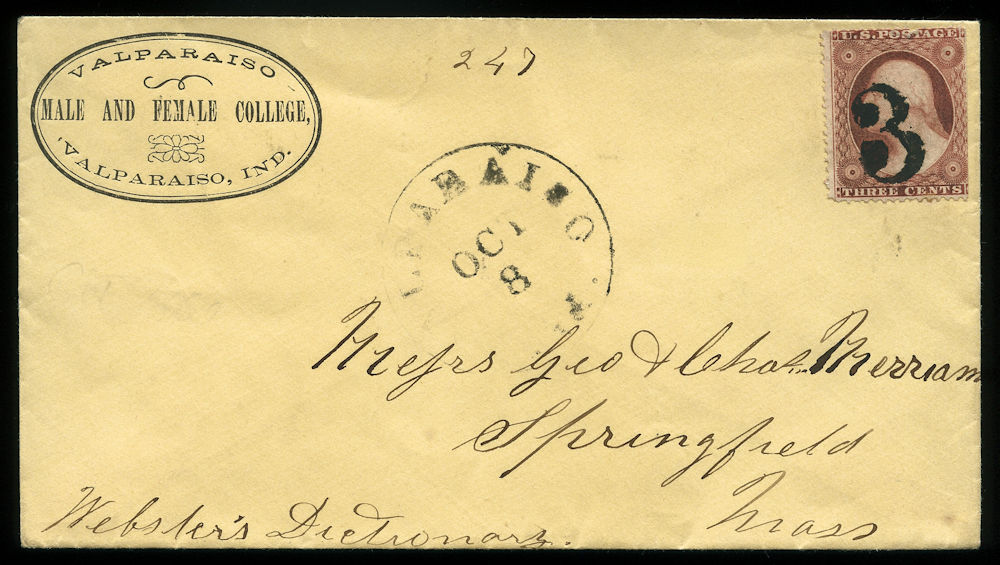
Adresní strana obálky adresované roku 1860 vydavatelům slovníku Webster's Dictionary ve Springfieldu v Massachusetts. Adresa neobsahuje žádný název ulice ani domovní číslo, protože adresáti zřejmě byli v místě dostatečně známí, poštovní směrovací čísla se v té době také nepoužívala.

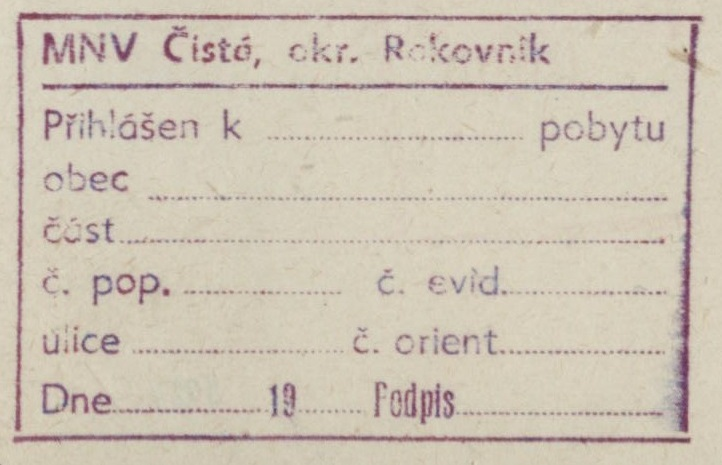
Razítko, s jehož pomocí úředníci vyplňovali adresu trvalého nebo přechodného pobytu do občanských průkazů, Československo, rok 1988

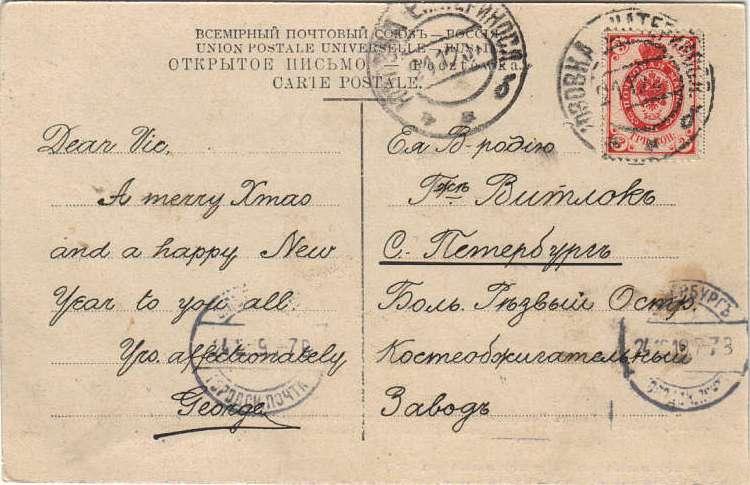
Petrohradská adresa na ruské pohlednici z počátku 20. století

Adresa (k rozlišení např. od elektronických adres se běžná adresa někdy označuje např. jako poštovní adresa, obvykle však pouze slovem „adresa“) identifikuje adresáta natolik přesně, aby nevznikly pochyby o tom, kde a komu má být poštovní zásilka doručena. Skládá se proto z označení adresáta (u fyzických osob jméno a příjmení, u právnických osob název, právní forma a případně i název organizačního útvaru, pracoviště nebo jméno a příjmení, popřípadě funkce konkrétního pracovníka) a místa dodání, tedy zpravidla specifikaci konkrétní budovy. Adresy jsou využívány nejen k doručování oficiálními poštovními službami, ale také k vyhledání místa návštěvami, úředními orgány, různými poskytovateli služeb, servisními nebo záchrannými pracovníky atd. Přiřazení adresy budovy k prostorovým souřadnicím je důležité i pro navigaci a geografické informační systémy (GIS). Adresa budovy může sloužit jako pomocný údaj i lokalizaci jiného místa nebo objektu v okolí, které vlastní adresu přiřazenou nemá. 

## Historie
Sídelní útvary (např. města, městské čtvrti, vesnice, osady či samoty) se pojmenovávají poměrně odedávna. Budovy v rámci daného sídelního útvaru se označovaly zprvu zejména jmény aktuálních nebo původních majitelů nebo označením funkce budovy, později ve městech i domovními znameními, adresy v moderním smyslu umožnilo až zavedení číslování domů, ve městech či jiných větších obcích je většinou zavedeno i pojmenování ulic, náměstí a dalších veřejných prostranství, které slouží primárně jako adresní údaj. Pro některé účely či pro jednoznačnost může být jako součást adresy vyžadován údaj o vyšším administrativním celku (například v Česku jsou názvy obcí vždy jednoznačné v rámci okresu a tedy název obce je koncipován jako komplementární k názvu okresu), případně o doručovacím obvodu či okrsku (v Česku tuto funkci dříve plnil název dodávací pošty). Nutnost uvádění těchto údajů byla nahrazena zavedením poštovních směrovacích čísel, která se k identifikaci místa mnohdy využívají i k nepoštovním účelům. 
V Česku mezi základní části adresy budovy patří název obce (jehož jednoznačnoust je zaručena pouze ve spojení s názvem okresu nebo poštovním směrovacím číslem), název části obce a domovní číslo (jímž je zpravidla číslo popisné, u některých typů budov místo něj číslo evidenční). Ve větších městech a obcích je zpravidla zavedeno též pojmenování ulic a náměstí přiřazení adres k nim, v části z nich navíc i orientační čísla domů, která jsou přidělena paralelně k domovním číslům. Ve standardních formátech adresy se uvádí orientační číslo s lomítkem za popisným číslem, v praxi se však jejich využití liší – zatímco v některých městech jsou pro běžné využití před popisnými čísly preferována a mnohdy uváděna s názvem ulice i samostatně bez popisného čísla, v řadě jiných měst se naopak příliš neujala a běžně se vůbec nepoužívají, i když jsou na domech vyznačena. Místní zvyklosti se týkají i dalších údajů, například v řadě měst je obvyklé neuvádět údaj o části obce (pokud je adresa dostatečně určena názvem ulice a číslem domu), v Praze případně uvádět pouze název obvodu bez názvu části obce. V obcích, kde působí více doručovacích pošt, rozlišovaných číslováním, se nikdy příliš neujal požadavek poštovních standardů uvádět v adrese plný název dodávací pošty místo pouhého názvu obce. Se zavedením PSČ pominula i praktická potřeba uvádět název pošty v adresách v obcích, které vlastní poštu nemají. Dřívější požadavek na uvádění názvu okresu byl po zavedení PSČ výslovně vypuštěn.  
Mnohé provozovny či pracoviště se nacházejí na místech bez adresy, resp. bez domovního čísla, například v takových stavbách, které oficiálně nejsou považovány za budovy (např. podchody či podzemní vestibuly, technické stavby aj.) nebo jim nebylo přiděleno domovní číslo. Takovými místy mohou být např. vedlejší budovy rozsáhlejších areálů, drobné či přenosné stavby typu kiosků apod., domovní čísla se tradičně nepřidělují také například kostelům a neobývaným věžím apod. V takových případech se pak pro běžné účely používají způsoby identifikace, které byly obvyklé před zavedením domovních čísel (označení majitele nebo funkce stavby nebo slovní popis polohy), případně si lze vypomoci například parcelními čísly, geografickými souřadnicemi a podobně. 
Ve většině zemí světa jsou základní principy sestavování adres v zásadě podobné, byť se liší například systémy číslování domů nebo administrativního nebo doručovacího členění území. V detailech se však mohou požadavky lišit, například v zemích bývalého Sovětského svazu bylo standardem v městské zástavbě uvádět v rámci adresy i číslo bytu, což v České republice není a nebylo běžným zvykem ani v poštovním styku, ani v úředních dokumentech a záznamech, a to ani tehdy, jde-li o velký činžovní, panelový či věžový dům.
Ve Ghaně existuje systém digitálních adres, který spočívá v tom, že každá jednotlivá adresa má své vlastní poštovní směrovací číslo. Napříkad v digitální adrese AK-039-508 písmeno A označuje region Ashanti, písmeno K okres Kumasi, AK-039 je směrovací číslo určité doručovací oblasti a 508 je číslo unikátní adresy v rámci dané oblasti, kterému jsou v databázi přiřazeny určité souřadnice. Tento kód spolu s jeho vyjádřením ve formě QR kódu je na domech uváděn na tabulce pod klasickým domovním číslem a názvem ulice. Tyto kódy využívá mobilní a webová aplikace GhanaPostGPS, vyvíjená společnosti Vokacom s podporou ghanské vlády. Jde o první ghanský digitální adresní systém, zaregistrování své adresy v tomto systému je například podmínkou pro získání občanského průkazu (Ghana Card).

## Skladba adresy
Seznam vyžadovaných údajů a forma a pořadí jejich uvádění jsou dány zvyklostmi a pravidly jednotlivých států a jejich pošt. Poštovní adresa musí obsahovat nejen adresu adresního místa (domu, budovy), ale i konkrétního adresáta, případně způsobu doručení. 
Typicky uváděnými adresními údaji jsou tyto:
- Jméno adresáta (osoby nebo organizace, případně kombinace obojího). Pořadím údajů lze naznačit, zda jde o zásilku soukromou doručovanou přes adresu organizace nebo o zásilku určenou organizaci se specifikací kontaktní osoby. Ke jménům osob je obvyklé uvádět i různé akademické i společenské tituly. U zásilek doručovaných prostřednictvím jiné osoby nebo osobě pobývající u jiné osoby se uvádí zvlášť údaj o adresátovi a zvlášť údaj o ubytovateli, hostiteli či zaměstnavateli.
- Název ulice či náměstí, pokud v dané obci nebo místní části jsou pojmenovány, případně název osady, samoty, čtvrti, vesnice atd.
- Domovní číslo. V České republice mají být všem domům přidělena čísla popisná nebo evidenční, v některých větších obcích nebo jejich místních částech s pojmenovanými ulicemi a dalšími veřejnými prostranstvími jsou navíc všem nebo některým domům přidělena čísla orientační, která charakterizují polohu adresy v rámci určité ulice nebo náměstí a jsou pro adresování pošty vhodnější.
- Číslo bytu je zvykem uvádět pouze v některých zemích či městech, zejména pro větší panelové nebo činžovní domy
- Pokud zásilka není určena k doručení přímo na místo, ale prostřednictvím uložení na poště, uvádí se místo názvu ulice a domovního čísla (anebo navíc) údaj o čísle poštovní přihrádky (P.O. BOX) nebo údaj poste restante.
- Název sídelního útvaru (např. město, obec, vesnice, čtvrť), případně název dodávací pošty či kombinace těchto údajů. Název městské čtvrti nebo části se typicky připojuje pomocí spojovníku těsně za název města (například Ostrava-Jih nebo Praha-Horní Měcholupy). Některé poštovní standardy požadují vedle nebo místo názvu sídelního útvaru uvádět název dodávací pošty – v případě používání směrovacích čísel nemusí být tento údaj nutný.
- Poštovní směrovací číslo či jiný podobný kód
- Vyšší územně-administrativní jednotka (např. země, stát federace, župa, okres apod.) podle zvyklostí a pravidel daného státu – v případě používání směrovacích čísel nemusí být tento údaj nutný
- Stát, jde-li o mezinárodní přepravu

## Adresní místa a adresy v České republice
Popisná čísla mají v českých zemích (a zemích habsburské monarchie) počátky ve druhé polovině 18. století (1770), zpočátku šlo vždy o jednorázové očíslování při každém soupisu, ustálena byla až se zavedením pozemkových knih roku 1884. Souběžně byla od 60. let 19. století v některých městech zaváděna čísla podle ulic, z nichž se nakonec vyvinula tzv. orientační čísla, která se v Česku v některých městech používají souběžně s čísly popisnými. Princip identifikace domů a adres pomocí čísla popisného (příslušného určité konskripční osadě, dnes tzv. části obce) a případně doplňkově přiřazením k ulici nebo i orientačnímu číslu se používá dodnes, pouze byl od té doby digitalizován a byly zřízeny centrální registry adres. V Česku byl prvním takovým UIR-ADR, daty naplněný v letech 1997–1999.
Rozhraní adresního registru UIR-ADR umožňovalo klinutím na ikonku obálky zobrazení ve formátu adresy pro poštovní styk. Manuál k ověřování adres uváděl jeden příklad takové adresy: 
```
Bartůňkova 717/3
Praha 11-Chodov
149 00 Praha 415
```

Tento vzor tedy respektoval i požadavek pošty uvádět u poštovního směrovacího čísla název dodávací pošty, i členění směrovacího čísla na trojčíslí a dvojčíslí. Ne zcela standardní, avšak v praxi celkem běžné bylo uvádět místo čísla městského obvodu název číslované městské části. 
Registr UIR-ADR byl roku 2012 nahrazen registrem RÚIAN a roku 2016 zrušen. Formát adres pro výstupy z RÚIAN stanoví od roku 2011 vyhláška o základním registru územní identifikace, adres a nemovitostí. Jde primárně o formát určený pro výstupy z digitálních registrů napojených na RÚIAN. Touto vyhláškou stanovený standard do značné míry vychází z tradičního formátu poštovních adres a adresy v tomto formátu jsou plně způsobilé plnit poštovní funkci.
Podle § 29 písm. h) Zákona č. 111/2009 Sb., o základních registrech, je adresa kombinace názvu okresu, názvu obce nebo vojenského újezdu, názvu části obce nebo v případě hlavního města Prahy názvu katastrálního území a názvu městského obvodu, čísla popisného nebo evidenčního, názvu ulice a čísla orientačního a dále zvláštních údajů pro doručování prostřednictvím poštovních služeb, která jednoznačně určuje adresní místo. Původní znění zákona jako součást adresy uvádělo vedle názvu části obce i název městské části nebo městského obvodu, novelizační zákon č. 192/2016 Sb. s účinností od 1. 7. 2016 tyto údaje z definice vypustil a místo toho přidal v případě hlavního města Prahy údaj o názvu městského obvodu, zákonem č. 51/2020 Sb. pak bylo slovo „městský obvod“ nahrazeno prostým „obvodem“. Adresu zákon pojímá jako atribut adresního místa. 
V § 16 zákon o základních registrech zmocňuje Český úřad zeměměřický a katastrální, aby vyhláškou stanovil způsob zápisu adresy. Způsob zápisu adresy stanoví prováděcí vyhláška 359/2011 Sb. v § 6. Adresa se v registru územní identifikace vytvoří jako kombinace vybraných údajů o územních prvcích a o územně evidenčních jednotkách, kterými jsou území obce nebo území vojenského újezdu, katastrální území a území obvodu v hlavním městě Praze, stavební objekt, adresní místo, část obce a ulice, a o poštovním směrovacím čísle.
Adresa se ve výstupech z registru územní identifikace sestavuje v řádcích uspořádaných za sebou oddělených čárkou nebo ve sloupci takto:
- V prvním řádku se uvede název ulice, číslo popisné nebo evidenční a číslo orientační včetně dodatku, přitom číslo orientační se uvede za číslo popisné a oddělí se lomítkem. Jedná-li se o adresní místo v nepojmenované ulici, první řádek se neuvádí a číslo popisné nebo evidenční se uvede za názvem části obce.
- Ve druhém řádku se uvede název části obce, v Praze název katastrálního území. Název části obce se uvede pouze tehdy, není-li totožný s názvem obce. Pokud se název části obce ani název ulice neuvádí, před číslem popisným se uvádí text „č.p.“. Před číslem evidenčním se text „č.ev.“ uvádí vždy.
- Ve třetím řádku se uvede poštovní směrovací číslo a název obce (nebo vojenského újezdu), v Praze se za názvem obce uvede číslo obvodu.

Vzory sestavení adresy ve výstupech z registru územní identifikace jsou uvedeny v příloze č. 1 k vyhlášce č. 359/2011 Sb. Příloha uvádí vzory 6 typů adres, každou jednak v řádcích uspořádaných ve sloupci, jednak v řádcích uspořádaných za sebou: 
| V Praze                                                                          | V Praze                                                     |
| -------------------------------------------------------------------------------- | ----------------------------------------------------------- |
| Studentská 1903/14a Dejvice 16000 Praha 6                                        | Studentská 1903/14a, Dejvice, 16000 Praha 6                 |
| V územně členěném statutárním městě                                              |                                                             |
| Koliště č.ev. 1 Brno-město 60200 Brno                                            | Koliště č.ev. 1, Brno-město, 60200 Brno                     |
| V místě, kde se užívá uliční systém a název obce není shodný s názvem části obce |                                                             |
| Lhenická 1120/1 České Budějovice 2 37005 České Budějovice                        | Lhenická 1120/1, České Budějovice 2, 37005 České Budějovice |
| V místě, kde se užívá uliční systém a název obce je shodný s názvem části obce   |                                                             |
| Žamberecká 339 51601 Vamberk                                                     | Žamberecká 339, 51601 Vamberk                               |
| V místě, kde se neužívá uliční systém a název obce a její části nejsou shodné    |                                                             |
| Dolní Adršpach 13 54957 Adršpach                                                 | Dolní Adršpach 13, 54957 Adršpach                           |
| V místě, kde se neužívá uliční systém a název obce a její části jsou shodné      |                                                             |
| č.p. 111 50333 Praskačka                                                         | č.p. 111, 50333 Praskačka                                   |

Druhý ze šesti vzorů je z hlediska uvedené typologie adres nadbytečný, pochází totiž z doby původního znění zákona, podle kterého v územně členěných statutárních městech byl součástí adresy i údaj o městském obvodu nebo městské části. Ten byl novelizací zákona k 1. 7. 2016 z adresy vypuštěn, adresy v takových městech tak mají od té doby shodný formát jako adresy v samosprávně nečleněných obcích. Druhý vzor je však jediným příkladem použití evidenčního čísla v adrese. 
Vyhláška nerespektuje standardní členění poštovního směrovacího čísla na trojčíslí a dvojčíslí a používá nestandardní typografii zkratek, kde za první tečkou v č.p. nebo ev.č. nevkládá mezeru, ačkoliv pravopisný standard ÚJČ AVČR připouští buď variantu s mezerou (č. p.) nebo staženou (čp.), protože ve složených a sloučených zkratkách se počáteční písmena, resp. skupiny písmen obou částí, z nichž je zkratka utvořena, spojují a píšou dohromady, jako by šlo o zkratku slova jednoho.
Skladbu a formát adres podle zákona o základních registrech by bylo logické považovat za směrodatné ve vztahu ke všem agendám, které jsou na základní registry navázané, tj. zejména ve státních rejstřících, veřejných listinách typu dokladů či rozhodnutí apod. Tento formát adresy lze považovat za použitelný i pro specifikaci budovy v rámci poštovní adresy, kde musí být doplněn ještě specifikací adresáta. Kde se v jiných předpisech nebo agendách hovoří o „bydlišti“, „sídle“, „adrese“ a podobně, zpravidla to lze vztáhnout k pojetí adresy podle zákona o základních registrech. 
V některých právních předpisech či formulářích se lze setkat s neúplným pochopením skladby adres, například oficiální vzor archu petice na podporu prezidentského kandidáta podle vyhlášky 294/2012 Sb. obsahoval pro specifikaci adresy signatářů pouze kolonky Obec, Ulice a Č. p., přestože název obce bez údaje o okresu nebo směrovacího čísla nemusí být jednoznačný, stejně jako číslo popisné bez údaje o názvu části obce, název ulice naopak ve většině obcí součástí adresy není, a v archu chyběl prostor pro uvedení čísla orientačního, které, je-li adresnímu místu přiděleno, se jinak obvykle uvádí jako nedílná standardní součást adresy. Snadno se tak mohlo stát, že adresa uvedená podle požadavků formuláře by nebyla jednoznačná. Zmocňovací zákon vyžaduje uvádění „adresy místa trvalého pobytu“, nikoliv nahodilých nejednoznačných údajů z adresy. Neúplnost údaje o adrese má podle zákona být vyhodnoceno jako důvod k neuznání podpisu signatáře, což by se zřejmě mělo vztahovat i na případ, kdy tato neúplnost je způsobena chybou závazného formuláře, potažmo vyhlášky ministerstva. 
Zákon o poštovních službách 29/2000 Sb. pojmy adresát a adresa používá, aniž by pojem adresy nějak specificky definoval. Ve vymezení rámce poštovní smlouvy v § 5 zmiňuje závazek dodat poštovní zásilku nebo peněžní částku sjednaným způsobem příjemci do místa uvedeného v adrese. V § 34 například zmiňuje, že poštovní infrastruktura zahrnuje databázi adres s informacemi o adresátech, kteří požádali o dodávání na jiné než odesílateli uvedené adrese a o jejich nových adresách. Nic nenasvědčuje tomu, že by zákon od konkrétního držitele poštovní licence očekával vytváření nějakého specifického typu „poštovních“ adres nad rámec toho, jak je pojem adresy používán obecně.

## Zásady Světové poštovní unie
V jednotlivých zemích se uspořádání částí adresy může lišit. Pro adresování mezinárodních zásilek stanoví zásady Světová poštovní unie (UPU) ve své normě S-42 Části a vzory mezinárodních adres (International postal address components and templates).
Jednotnou zásadou je, že adresa země určení je psána na poslední řádce adresy, velkými písmeny a název země je uveden v jazyce odesílací země; aby se zamezilo problémům v tranzitních zemích, má též být uveden v mezinárodně známém jazyce.
Pro adresu adresáta je na obálce vyhrazeno pole:
- 15 mm od pravého a dolního okraje,
- 40 mm od horního okraje a
- 140 mm od levého okraje.

V tomto poli nesmějí být uváděny jiné údaje.

## Požadavky a doporučení České pošty
Jednotlivé poštovní organizace zpravidla vydávají své vlastní standardy doporučených formátů adres pro poštovní styk, a před zavedením státních rejstříků adres v tom byly určující autoritou. Na českém území tradičně standard psaní adres prezentovala zejména Česká pošta, v minulosti její předchůdci (Československá pošta). Standard se postupně vyvíjí v závislosti na organizaci a technologiích poštovních služeb a celkovém společenském vývoji (mezi největší změny svého času patřilo zavedení poštovních směrovacích čísel a následně strojového třídění standardních zásilek). 
Požadavky  České pošty či jiných poskytovatelů poštovních, dodávacích či jiných služeb na formát adres se však mohou v detailech lišit, Česká pošta například oficiálně stále požaduje v adrese název dodávací pošty, i když po zavedení poštovních směrovacích čísel je tento údaj již zastupitelný. Poštovní standardy mohou také být více přizpůsobeny specifikám poštovních služeb, například v rozlišení osobní a pracovní pošty doručované na pracoviště, či k adresování do nemocnice, věznice, do podnájmu, do poštovní přihrádky a podobně. 
Česká pošta vydává standardy provedení a úpravy adresní strany obálek a dopisnic, určené pro jejich vydavatele a výrobce (Technická norma pošt TNP 2201, Poštovní obálky pro mechanizované zpracování, TNP 2204, Dopisnice a pohlednice). Norma uvádí přípustné a doporučené rozměry a vzory základního potisku adresní strany, přípustné využití oblastí, požadavky na kvalitu tisku, zákaz použití luminiscenčních barev atd. Popisuje u obálek i možnost použití adresního okénka, tedy průhledu na adresu uvedenou na listu uvnitř obálky.
K psaní adres má Česká pošta tyto požadavky:
- poštovní adresa se píše latinkou; používá-li se u poštovních zásilek do zahraničí v zemi určení jiného písma než latinky, adresa se napíše tímto písmem, přičemž místo a země určení se uvede i latinkou
- adresa musí být napsána čitelně, přehledně, dostatečně velkým písmem a bez přepisování; je-li adresa psána strojem, na počítači apod., písmo (malá písmena) nesmí být menší než 2,5 mm
- je-li adresa psána rukou, píše se označení adresáta hůlkovým písmem
- adresa adresáta nesmí být napsána červenou barvou nebo prostředkem obsahující luminiscenční barvivo
- u vnitrostátní poštovní zásilky se poštovní směrovací číslo a název příslušné poštovní provozovny nesmějí podtrhávat
- u poštovních zásilek do zahraničí se místo a země píší velkými písmeny a nesmějí se podtrhávat
- u strojem psaných adres se PSČ a dodací místo píšou na posledním řádku adresy, mezi trojčíslím a dvojčíslím PSČ je jedna mezera, mezi dvojčíslím PSČ a dodacím místem jsou dvě mezery, mezi dodacím místem a číslem pošty (obvodu) např. Praha 3, je jedna mezera. Mezi řádky adresy jsou přibližně stejné rozestupy (min. 1 mm, max. 5 mm). Spodní okraj adresního bloku musí být výše než 27 mm od spodního okraje zásilky. Horní okraj adresního bloku musí být níže než 40 mm od horního okraje zásilky.
- pro počítačový a klasický tisk adres jsou doporučeny konkrétní fonty a rozmezí velikosti písma

V nápovědě (Rady a Tipy) uvádí Česká pošta 18 vzorů vnitrostátních adres:
- fyzické osobě
- fyzické osobě do vlastních rukou, doplněná datem narození (Paní Božena Novotná nar. 1. 4. 1946)
- fyzické osobě k dodání prostřednictvím jiné osoby (Slečna Kamila Zelená u p. T. Červeného)
- fyzické osobě, jejíž zdravotní stav nedovoluje vyzvednutí, k dodání prostřednictvím právnické osoby (s datem narození a uvedením nemocnice, kliniky i oddělení)
- fyzické osobě, jejíž omezení pohybu nedovoluje vyzvednutí, k dodání prostřednictvím právnické osoby (s datem narození a názvem a adresou věznice)
- několika osobám do místa, kde není používán systém ulic (Sourozenci Karel a Bedřich Weberovi, č. p. 8, 378 07 RAPŠACH)
- do obce, ve které nesídlí adresní pošta (Roprachtice 129, 513 01 SEMILY)
- fyzické osobě poste restante (údaj „poste restante“ místo ulice a čísla domu)
- do poštovní přihrádky (údaj „poštovní přihrádka 72“ místo ulice a čísla domu)
- do dodávací schrány (údaj „dodávací schrána B/52“ místo ulice a čísla domu)
- adresa zásilky Balík Na Poštu (údaj „NA POŠTU“ místo ulice a čísla domu)
- právnické osobě (Firma Vojtěch Pavlát, s. r. o., přesné označení je důležité pro vyloučení záměny s fyzickou osobou)
- právnické osobě (OKNOPLAST, a. s.)
- právnické osobě (MOTOSPORT, a. s., do rukou p. Ptáčka)
- fyzické osobě k dodání prostřednictvím právnické osoby (Pan Václav Ptáček, MOTOSPORT, a. s.)
- ústavnímu činiteli, která má být dodána jako právnické osobě (Vážená paní Václava Kroupová, senátorka PČR)
- daňovému poradci, advokátovi, soudnímu exekutorovi, notáři, nebo patentovému zástupci, která má být dodána jako právnické osobě (Mgr. Eva Hásková, daňová poradkyně)
- podnikateli, který je fyzickou osobou, která má být dodána jako právnické osobě (Pan Josef Novák, podnikatel)

Dále Česká pošta uvádí 13 vzorů adres zasílaných do zahraničí. V těchto vzorech jsou uvedeny různé variantní způsoby, např. celá adresa psaná velkými písmeny, název města psaný v jednom příkladu (zřejmě omylem) jen s velkým počátečním písmenem, v ostatních celý velkými písmeny, směrovací číslo v některých případech před názvem města, v jiných pod ním (či dokonce až pod názvem státu). Uvedené alternativy připouštějí psát název cílového státu v zásadě kterýmkoliv jazykem, ale vždy velkými písmeny, latinkou a v posledním řádku adresy.
Adresa do ciziny se uvádí podle zvyklostí cílové země a zpravidla i jejím písmem a jazykem. Cílovou zemi je však vhodné uvést též v jazyce státu odeslání nebo v jazyce, který má v poštovním styku mezinárodně dorozumívací funkci (donedávna francouzština, dnes spíše angličtina). Směrovací poštovní kód platný v cílové zemi nesmí být vpisován do rámečků nebo jiných míst vyhrazených pro poštovní směrovací kód v zemi odeslání.
Vzory psaní adres do jednotlivých zemí jsou uvedeny v Poštovních podmínkách České pošty, s.p., část Zahraniční podmínky.